# Dopunska nastava
Dopunska nastava es una película de comedia criminal y suspenso croata de 2019 dirigida por Ivan-Goran Vitez. Fue seleccionada como la entrada croata a la Mejor Película Internacional en la 93.ª edición de los Premios Óscar, pero no fue nominada.

## Sinopsis
A un padre recién divorciado le dicen que no puede ver a su hija de nueve años en su cumpleaños, por lo que toma como rehén a su salón de clases con una pistola y un pastel de cumpleaños.

## Reparto
- Milivoj Beader como Vlado Mladinić
- Zlatko Buric como Drago
- Marko Cindrić como Ozren
- Filip Eldan como Goran Varga
- Frida Jakšić como Ana Mladinić
- Darko Janeš como Načelnik Gudelj